# Ovidiu Tonița

a Compétitions nationales et continentales officielles uniquement.

b Matchs officiels uniquement.
Ovidiu Tonița, né le 6 août 1980 à Bârlad (Roumanie), est un joueur roumain de rugby à XV évoluant au poste de troisième ligne aile (1,95 m pour 109 kg).

## Palmarès

### En club
Avec le FC Grenoble
- Championnat de France de Pro D2 :
  - Vice-champion (1) : 2002.

Avec l'USA Perpignan
- Championnat de France :
  - Champion (1) : 2009
  - Vice-champion (1) : 2010

### En équipe nationale
- 73 sélections  avec la Roumanie
- 10 essais (60 points)
- Sélections par année : 6 en 2000, 6 en 2001, 4 en 2002, 8 en 2003, 4 en 2004, 4 en 2005, 5 en 2006, 6 en 2007, 5 en 2009, 9 en 2010, 8 en 2011.

En coupe du monde :
- 2003 : 4 sélections (Irlande, Australie, Argentine, Namibie)
- 2007 : 4 sélections (Italie, Écosse, Portugal, Nouvelle-Zélande)
- 2011 : 4 sélections (Écosse, Argentine, Angleterre, Géorgie)